# Список умерших в 1871 году
В этой статье представлен список известных людей, умерших в 1871 году.
См. также: Категория:Умершие в 1871 году

## Январь
- 1 января — Карел Зап (58), чешский писатель.
- 1 января — Сергей Зарянко (52), известный живописец-портретист.
- 1 января — Андрей Лодий (59), оперный певец, лирический тенор, музыкальный педагог.
- 3 января — Константин Ушинский (47) — русский педагог, основоположник научной педагогики в России.
- 3 января — Куриакос Чавара (65), блаженный римско-католической и католической сиро-малабарской церквей, священник, монах, один из основателей мужской монашеской конгрегации «Кармелиты Непорочной Марии» и женской монашеской конгрегации «Сёстры Кармельской Божьей Матери».
- 6 января — Игнатий Щедровский (55), русский художник польско-литовского происхождения, литограф, живописец.
- 8 января — Анри Кэман (45), бельгийский ботаник и миколог.
- 9 января — Леопольд Гассер (34), австрийский оружейник, конструктор ручного стрелкового оружия.
- 10 января — Пьер Понсон дю Террай (41), популярный французский писатель, мастер жанра роман-фельетон (роман в выпусках, роман с продолжением), создатель персонажа разбойника Рокамболя.
- 11 января — Павел Громов (87), майор, архангельский полицмейстер, холмогорский и пинежский городничий.
- 12 января — Николай Щеглов (71), российский педагог, автор учебников по арифметике, физике и другим предметам.
- 16 января — Жак Рандон (75), маршал Франции, военный министр в 1851 и 1859-67 годах, граф.
- 16 января — Жюль Фурро (26), французский ботаник.
- 18 января — Джордж Хейтер (78), английский художник.
- 18 января — Карл Шлезингер (57), австрийский виолончелист.
- 19 января — Анри Реньо (66), британский колониальный администратор.
- 19 января — Анри Реньо (27), французский художник; погиб в бою.
- 20 января — Фёдор Линдфорс (64), генерал-майор, участник русско-турецкой войны 1828—29 гг.
- 20 января — Алексей Янович, ботаник, ординарный профессор Новороссийского университета.
- 21 января — Юзеф Гауке-Босак (36), польский генерал, повстанец; погиб в бою.
- 23 января — Франсуа-Дезире Бансель (47), французский политический деятель.
- 23 января — Фридрих Микель (59), голландский ботаник-систематик.
- 25 января — Вильгельм Вейтлинг (62), немецкий философ-утопист, деятель раннего немецкого рабочего движения, один из теоретиков уравнительного коммунизма.
- 25 января — Николай Ивашинцев (51), русский контр-адмирал, гидрограф.
- 27 января — Павел Степанов, русский контр-адмирал, участник Кавказской и Крымской войн.

## Февраль
- 1 февраля — Шарль Рабу (67), французский писатель.
- 1 февраля — Александр Серов (51), русский композитор и музыкальный критик.
- 3 февраля — Владимир Дмитревский (50), русский драматический актёр Малого театра.
- 3 февраля — Джеймс Маспрэтт (49), англо-ирландский химик.
- 4 февраля — Герман фон Пюклер-Мускау (85), немецкий писатель и садовод, князь.
- 6 февраля — Эрнст Заупе (62), немецкий литературовед.
- 6 февраля — Владимир Фелькнер (65), генерал-лейтенант, участник Кавказской войны.
- 7 февраля — Леопольдина (23), принцесса Саксен-Кобург-Готская и Кохари; брюшной тиф.
- 7 февраля — Генрих Штайнвег (73), фортепьянный мастер, основатель фирмы Steinway & Sons.
- 8 февраля — Мориц фон Швинд (67), австрийский художник и график.
- 10 февраля — Этьен де Герлах (85), бельгийский государственный деятель и писатель, юрист, барон.
- 20 февраля — Пол Кейн (60), ирландско-канадский художник.
- 22 февраля — Иван Фитингоф (73), генерал от кавалерии, командир сводной кирасирской дивизии, барон.
- 26 февраля — Валериан Татаринов (54), государственный контролёр России, статс-секретарь, действительный тайный советник; острый инфаркт миокарда.
- 27 февраля — Павел Брусницын (55), медальер, член Академии художеств, коллежский советник; туберкулёз легких.

## Март
- 2 марта — Джованни Гордиджани (76), итальянский певец (баритон), композитор и музыкальный педагог.
- 3 марта — Генрих Бернгард фон Андлав-Бирзек (68), баденский политик и ультрамонтанец.
- 3 марта — Михаэль Тонет (74), немецкий и австрийский мастер-мебельщик.
- 6 марта — Василий Черняев (76), русский ботаник, исследователь флоры Украины, профессор Харьковского университета.
- 8 марта — Огастес де Моран (64), шотландский математик и логик, первый президент Лондонского математического общества.
- 18 марта — Георг Гервинус (65), немецкий историк, литературовед, либеральный политик.
- 18 марта — Станислав Сорель (68), французский инженер.
- 19 марта — Вильгельм Гайдингер (76), австрийский минералог и геолог, основатель Австрийского императорского геологического института и его первый директор.
- 21 марта — Пётр Берон (72), болгарский просветитель, ученый, энциклопедист, педагог, философ, врач и естествоиспытатель; задушен.
- 21 марта — Фёдор Решетников (29), русский писатель.
- 22 марта — Карл Шульц-Шульценштайн (72), немецкий ботаник, миколог, физиолог и профессор медицины.
- 25 марта — Антоний (72), архиепископ Кишинёвский и Хотинский.
- 26 марта — Франсуа-Жозеф Фети (87), франко-бельгийский музыковед, музыкальный критик и педагог, дирижёр, композитор.
- 29 марта — Иоган Гертнер (52), датский художник.
- 30 марта — Луиза Нидерландская (42), жена Карла XV Шведского, королева Швеции.

## Апрель
- 1 апреля — Августа (94), наследная великая герцогиня Мекленбург-Шверинская.
- 2 апреля — Франсиско де Истурис (80), испанский государственный деятель.
- 3 апреля — Гюстав Флуранс (32), французский политический деятель, один из руководителей Парижской коммуны, генерал, революционер-бланкист; убит.
- 4 апреля — Петер фон Гесс (78), баварский придворный художник, член Академий художеств в Мюнхене, Берлине, Вене и Петербурге.
- 7 апреля — Яков Дьяченко (54), полковник, основатель Хабаровска.
- 7 апреля — Вильгельм фон Тегетгофф (43), австрийский адмирал; пневмония.
- 9 апреля — Николай Кроль (48), русский поэт, прозаик, драматург и публицист.
- 12 апреля — Пьер Леру (74), французский философ и политэконом.
- 18 апреля — Омер Лютфи-паша (64), османский военачальник сербского происхождения.
- 20 апреля — Иван Штаден (67), генерал от артиллерии, комендант Брест-Литовской крепости.
- 24 апреля — Шарль Жирарде (57), швейцарский живописец-жанрист и пейзажист.
- 26 апреля — Иван Краснов (69), генерал-лейтенант, командир лейб-гвардии Казачьего полка, писатель.
- 29 апреля — Иерофей (Лобачевский) (82), епископ Православной Российской Церкви; духовный писатель.

## Май
- 1 мая — Александр Безобразов (87), действительный тайный советник, сенатор и губернатор, писатель.
- 4 мая — Мария Аннунциата (28), эрцгерцогиня Австрии; туберкулёз.
- 11 мая — Джон Гершель (79), английский астроном и физик.
- 12 мая — Ансельм Пайя (76), французский химик, открывший целлюлозу.
- 13 мая — Даниэль Обер (89), французский композитор, мастер французской комической оперы, основоположник жанра французской «большой» оперы; инфаркт миокарда.
- 17 мая — Фёдор Рерберг (79), российский инженер-генерал, сенатор.
- 22 мая — Жан Кай (67), французский инженер и промышленник.
- 22 мая — Леопольд IV (76), герцог Ангальтский.
- 22 мая — Элигий-Франц фон Мюнх-Беллинггаузен (65), немецкий драматург, барон.
- 23 мая — Ярослав Домбровский (34), польский и французский революционер и военачальник; смертельное ранение.
- 23 мая — Рамон де ла Сагра (73), испанский политик, экономист и ботаник.
- 24 мая — Жорж Дарбуа (58), французский католический епископ, богослов, архиепископ Парижа в 1863—71 годах; расстрелян.
- 25 мая — Шарль Делеклюз (61), французский революционер, член Парижской коммуны; погиб на баррикадах.
- 28 мая — Эжен Варлен (31), французский революционер, деятель Парижской коммуны и Международного товарищества рабочих; расстрелян.

## Июнь
- 3 июня — Пётр Трубецкой (73), генерал от кавалерии, смоленский и орловский губернатор.
- 7 июня — Иммануэль Беккер (86), немецкий филолог и критик, член Прусской академии наук и Американской академии искусств и наук.
- 8 июня — Сатанк (ок. 71), вождь кайова, известный также как Сидящий Медведь, один из лидеров своего народа в войнах с американцами; убит.
- 9 июня — Анна Аткинс (72), английская учёная, ботаник и иллюстратор, одна из первых женщин-фотографов.
- 9 июня — Фридрих Ибервег (45), немецкий философ и историк философии.
- 13 июня — Жан-Эжен Робер-Уден (65), французский иллюзионист, прозванный отцом современной магии.
- 14 июня — Нил Основский (54), русский писатель-беллетрист и книгоиздатель.
- 29 июня — Ксенофонт Говорский (60), русский археолог, историк, журналист и издатель.

## Июль
- 3 июля — Михаил Бестужев (70), штабс-капитан лейб-гвардии Московского полка, декабрист, писатель; холера.
- 3 июля — Карл Мильде (46), немецкий ботаник и миколог.
- 5 июля — Кристина Тривульцио Бельджойзо (62), итальянская княгиня, писательница, журналистка, видная участница борьбы за независимость Италии от Австрийской империи.
- 11 июля — Жермен Соммейе (56), итальянский инженер.
- 13 июля — Дмитрий Левшин (69), генерал от инфантерии, попечитель Московского учебного округа.
- 16 июля — Николай Герсеванов (62), генерал-майор, участник обороны Севастополя, публицист.
- 20 июля — Франсуа Дельсарт (59), французский певец, вокальный педагог и теоретик сценического искусства.
- 29 июля — Анна Готовцева (72), русская писательница.

## Август
- 3 августа — Николай Сухозанет (77), генерал артиллерии, военный министр в 1856-61 годах.
- 8 августа — Евгений (93), архиепископ Русской православной церкви.
- 9 августа — Хосе Мармоль (53), аргентинский писатель, журналист, политик.
- 12 августа — Тийо Сога (42), первый представитель коренного населения Южной Африки, получивший университетское образование и принявший сан священника, один из родоначальников литературы на языке исикоса.
- 29 августа — Поль де Кок (78), французский романист и драматург.

## Сентябрь
- 3 сентября — Василий Булыгин (63), деятель по освобождению крестьян из крепостной зависимости.
- 7 сентября — Мехмед Эмин Аали-паша (56), государственный деятель Османской империи, великий визирь и представитель Османской империи на Парижском конгрессе.
- 8 сентября — Джон Холбрук (76), американский зоолог, врач и натуралист.
- 9 сентября — Стенд Уэйти (64), вождь индейцев чероки, бригадный генерал армии конфедератов во время Гражданской войны в США.
- 13 сентября — Ибрахим Шинаси (45), известный турецкий политик, писатель, публицист, общественный деятель, основатель турецкой драматургии, участник революции 1848 года во Франции, переводчик, один из первых авторов Танзимата.
- 20 сентября — Фома Падура (69), украинско-польский поэт, один из представителей украинской школы польского романтизма.
- 24 сентября — Дмитрий Шереметев (68), граф, выдающийся русский благотворитель.
- 25 сентября — Луи-Жозеф Папино (84), канадский политик, адвокат.
- 25 сентября — Павел Петров (79), генерал-майор, подольский гражданский губернатор.
- 27 сентября — Арвид-Август Афцелиус (86), шведский романтик, представитель так называемой готской школы.
- 29 сентября — Рафаил Зотов (76), русский романист, драматург и театральный критик.

## Октябрь
- 3 октября — Григорий Кугушев (47), русский писатель, драматург, поэт, князь.
- 5 октября — Александр Афанасьев (45), выдающийся русский собиратель фольклора, исследователь духовной культуры славянских народов; туберкулёз легких.
- 7 октября — Джон Бергойн (89), британский фельдмаршал.
- 7 октября — Карп Рафалович (78), генерал-лейтенант, участник многих войн эпохи Александра I и Николая I.
- 10 октября — Бертольд Земан (46), немецкий ботаник и путешественник.
- 11 октября — Эвген Кватерник (45), хорватский политический деятель и писатель, один из основателей Хорватской партии права; убит.
- 12 октября — Карл Иоганн (68), князь Лихтенштейна в 1806-13 годах.
- 13 октября — Яков Рад (72), чешский ученый и предприниматель швейцарского происхождения, изобретатель способа производства кускового сахара-рафинада.
- 13 октября — Луи Ревиаль (61), французский певец (тенор) и вокальный педагог.
- 18 октября — Чарльз Бэббидж (79), английский математик, изобретатель первой аналитической вычислительной машины.
- 20 октября — Фома Падура (69), украинско-польский поэт, один из представителей украинской школы польского романтизма.
- 22 октября — Родерик Мурчисон (79), известный шотландский геолог, впервые описавший и исследовавший силурийский, девонский и пермский геологические периоды.
- 24 октября — Юлиус Рацебург (70), знаменитый немецкий энтомолог, основатель учения о вредных лесных насекомых.
- 26 октября — Томас Юинг (81), американский политик, министр финансов в 1841 году и министр внутренних дел в 1849-50 годах.

## Ноябрь
- 1 ноября — Уильям Бакстер (84), британский ботаник и куратор Оксфордского ботанического сада.
- 7 ноября — Адольф Штреккер (49), немецкий химик-органик.
- 10 ноября — Николай Тургенев (82), русский экономист и публицист, активный участник движения декабристов, один из крупнейших деятелей русского либерализма.
- 11 ноября — Педер Йорт (78), датский критик.
- 14 ноября — Франческо Альмазио (65), итальянский органист и композитор.
- 26 ноября — Григорий Рашпиль (70), генерал-лейтенант, наказной атаман Черноморского казачьего войска.
- 28 ноября — Теофиль Ферре (25), участник Парижской Коммуны 1871, бланкист.
- 30 ноября — Лев Левшин (65), генерал-майор, варшавский обер-полицмейстер.

## Декабрь
- 7 декабря — Никола Левассёр (80), французский оперный певец (бас), один из лучших певцов Франции первой половины XIX века.
- 7 декабря — Яаков Эттлингер (73), раввин, глава иешивы в городе Альтона.
- 9 декабря — Йозеф Манес (51), чешский художник, представитель романтического течения в живописи.
- 16 декабря — Виллибальд Алексис (73), немецкий писатель.
- 17 декабря — Николай Окольничий (44), генерал-майор, военный губернатор и командующий войсками Акмолинской области и наказной атаман 1-го и 2-го отделов Сибирского казачьего войска.
- 17 декабря — Степан Пащенко (78), генерал-лейтенант, участник Наполеоновских войн.
- 19 декабря — Константин Лядов (51), русский дирижёр и скрипач.
- 21 декабря — Луиза Астон (57), немецкая писательница и политический деятель.
- 21 декабря — Виктор Мюллер (42), исторический живописец.
- 27 декабря — Карл Аллен (60), датский историк и археолог.
- 31 декабря — Елпидифор Зуров (74), генерал-лейтенант, сенатор, новгородский военный и гражданский губернатор.
- 31 декабря — Шмуэль Биньямин Сойфер (56), один из ведущих ортодоксальных раввинов Венгрии во второй половине XIX века и Рош-ешива (глава) знаменитой ешивы Пресбурга, известный своим главным трудом, книгой «Ксав Сойфер».

## Дата неизвестна или требует уточнения
- Николай Герсеванов — генерал-майор, участник обороны Севастополя, публицист.
- Дмитрий Данилов — генерал-лейтенант, Полоцкий комендант, вице-директор департамента Военных поселений.
- Константин Константинов — русский учёный и изобретатель в области артиллерии, ракетной техники, приборостроения и автоматики, генерал-лейтенант, артиллерист.
- Анатолий Свидницкий — украинский писатель, общественный деятель и фольклорист.